# Jiroemon Kimura
Jiroemon Kimura (født 19. april 1897, død 12. juni 2013) var en japansk mand og var verdens ældste mand, efter at amerikaneren Walter Breuning døde den 14. april 2011.[kilde mangler]
Kimura var desuden pr. d. 28. december 2012 verdens ældste mand nogensinde efter at have overhalet dansk-amerikaneren Christian Mortensen.